# Ricardo Bochini
Ricardo Enrique Bochini (Zárate, 25 de janeiro de 1954) é um ex-futebolista argentino. É considerado por críticos como um dos maiores jogadores de seu país em todos os tempos  e o maior ídolo da história do Independiente, o único clube em que atuou em sua carreira de dezenove anos, entre 1972 e 1991. Ganhou treze títulos oficiais pela instituição — dentre os quais, cinco das sete Taças Libertadores da América e as duas Copas Intercontinentais da equipe, onde obteve mais títulos internacionais do que locais (que foram quatro). Desde 17 de julho de 2007, um trecho da rua Cordero, que passa pelo estádio do Independiente, foi batizado com o nome do ex-jogador.
Por seu time, marcou 107 gols em 740 jogos oficiais, e pela seleção argentina, nenhum em suas 28 partidas por ela. Se notabilizou pela visão de jogo, por seus passes, que tornaram alguns de seus colegas goleadores, em jogadas precisas que ficaram conhecidas como bochinescas. Ele mesmo admitiu que sentia mais prazer em entregar a bola para um companheiro fazer um gol do que simplesmente empurrá-la para as redes, a não ser que o lance lhe obrigasse a driblar marcadores.
Não fez tantos gols, porém alguns deles foram decisivos e se tornaram bastante lembrados: um, em seu segundo ano de carreira, valeu o título da Taça Intercontinental de 1973 - sobre a Juventus e na Itália. No ano seguinte, marcou  um na decisão da Taça Libertadores da América do ano, contra o São Paulo.[carece de fontes?] Outro foi quando fez o clube de Avellaneda sagrar-se campeão argentino de 1977 com oito jogadores em campo, a quatro minutos do fim de uma dura final fora de casa, contra o Talleres de Córdoba. E, em 1978, fez os dois gols de novo título argentino, sobre o River Plate.
Foi, pelo Independiente, o jogador que mais jogou (com mais de 200 partidas à frente do segundo) e mais títulos conquistou, além de sétimo maior artilheiro. Chegou a passar brevemente pela equipe também como treinador, sem o mesmo sucesso. "Como jogador nunca saí do Independiente, que foi o clube que me deu tudo. Cheguei lá com 15 anos e estreei no time principal com 18. Depois fiquei até me aposentar. Isso é amor.", declarou certa vez. Foi ainda um raro jogador prestigiado por outras torcidas na Argentina que não apenas a de seu clube, mesmo não tendo feito tanto sucesso na seleção: defendeu a Argentina durante treze anos, sendo campeão mundial em 1986, mas sem ter sido protagonista.

## Carreira no Independiente

### Antecedentes
Começou no futebol em um pequeno clube de sua cidade natal, o Belgrano de Zárate. Posteriormente, tentou ingressar numa equipe não muito maior, o Villa Dálmine, da cidade vizinha de Campana. O Dálmine quis ficar com ele, mas Bochini teve de voltar à Zárate após seu pai, Antonio, que precisava sustentar oito filhos além de si e da esposa, ter um pedido de trabalho junto ao clube negado. Bochini, torcedor do San Lorenzo — alguns de seus maiores ídolos da infância eram personalidades sanlorencistas, como José Sanfilippo, Carlos Veglio e Alberto Rendo —, aos quinze anos aproveitou o fato de um conhecido seu ter relações com este outro clube e foi à capital federal fazer um teste nele. Porém, veio a se decepcionar enormemente com a desorganização estrutural da equipe e com certo descaso para consigo: passou um dia lá, mas não conseguiu sequer ser observado.
Meses depois, procurou o Boca Juniors. Mesmo com indicação do próprio Alberto Jacinto Armando, o presidente boquense, que conhecia distantes familiares de Bochini, o jovem foi testado por apenas vinte minutos e logo mandado embora para que outro pudesse também ser avaliado; consideraram-no magro demais e apenas razoável. Na quarta tentativa, já no Independiente, finalmente teve sucesso. Afirma-se que Nito Veiga, histórico nome do clube de Avellaneda e que foi o responsável por observar o teste de Bochini, se convenceu do espantoso talento do menino em menos de cinco minutos. Veiga é considerado por ele o melhor técnico que teve, ao lado de Roberto Ferreiro e José Omar Pastoriza.

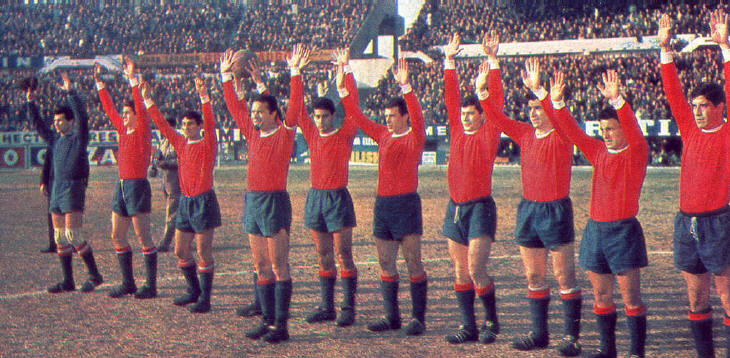
O Independiente da década de 1960.

Após ser aprovado, o garoto teve de conviver com cinco horas diárias por ônibus, trem e metrô para ir, e depois para voltar, pelo trajeto Zárate-Avellaneda, por vezes ficando sem comer. Houve um momento em que a falta de dinheiro fez com que deixasse de poder ir aos treinamentos por alguns meses. Bochini teve então de ficar trabalhando junto com o pai em alvenaria, até um delegado do Independiente ir pessoalmente à Zárate saber as razões do sumiço do jovem promissor. Depois da informação sobre as razões de Bochini chegar à direção, o clube passou a lhe custear três despesas semanais de transporte.
Bochini aguentou tal situação por um ano, quando enfim pediu que a ajuda de custo fosse direcionada para que ele se mantivesse em algum lugar mais próximo. Concordaram, arranjaram-lhe um lugar nas instalações da instituição e conseguiram-lhe um trabalho em um curtume para que tivesse alguma renda própria. Ele só deixou a pensão no clube já depois de ter estreado no time profissional, quando foi então acolhido na casa dos pais do colega Daniel Bertoni, com quem formou uma dupla das mais celebradas do futebol argentino.
Quando Bochini chegou ao Independiente, a equipe havia passado por sua década mais vitoriosa até então. Até os anos 60, havia sido três vezes campeã argentina profissional, sendo o menos vitorioso nacionalmente dos cinco grandes clubes argentinos. Naquele decênio, então, os Diablos Rojos, como são conhecidos seus jogadores, haviam logrado outros três títulos nacionais e, mais além, tornando-se os primeiros argentinos a conseguirem a Taça Libertadores da América, alcançando um bicampeonato seguido em 1964 e 1965.[carece de fontes?] Na época em que Bochini estava prestes a ascender à equipe principal, alguns dos principais nomes daquela década haviam se aposentado ou saído do clube. Eram os casos de Roberto Ferreiro, Raúl Savoy, Raúl Bernao, Tomás Rolán, Luis Artime, Rubén Navarro, Héctor Yazalde, Luis Suárez, Jorge Maldonado, Idalino Monges, David Acevedo, Vicente de la Mata, Mario Rodríguez, Osvaldo Mura e Aníbal Tarabini. No ano anterior ao ingresso de Bochini entre os profissionais, o clube faturara novo título argentino, o que lhe deu o direito de participar da Taça Libertadores da América de 1972.[carece de fontes?]

### Primeiros anos
Bochini ingressou no time principal em 1972. O Independiente foi campeão da Libertadores com ele já no plantel, mas ainda sem ter sido utilizado. Sua estreia veio exatamente um mês depois do título,[carece de fontes?] em partida de 25 de junho de 1972, encerrada em derrota de 1 a 0 para o River Plate no Monumental de Núñez, em jogo das últimas rodadas do campeonato metropolitano daquele ano[carece de fontes?] (entre 1967 e 1985, o campeonato argentino foi dividido em dois torneios anuais distintos, Nacional e Metropolitano, que, apesar do nome, era mais valorizado ). Entrou no decorrer da partida, no lugar de Hugo Saggioratto. Saggioratto, posteriormente, tornou-se justamente um ídolo marcado por ser ofuscado pelo concorrente Bochini, retirando-se do Independiente em 1977. Outro dado curioso está relacionado ao técnico que fez o jovem debutar, que foi Pedro Dellacha. O personagem mais venerado da história do Independiente  foi colocado pela primeira vez em campo por um treinador que, como jogador, fora um dos maiores ídolos do maior arquirrival do Independiente, o Racing.
Ainda novato, Bochini não atuou também na Copa Intercontinental, perdida em setembro para o Ajax de Johan Cruijff.[carece de fontes?] Em 19 de novembro, marcou seu primeiro gol, justamente em um clássico de Avellaneda, em derrota por 2 a 1 para o Racing.[carece de fontes?] Além de ter sido o primeiro de seus 107 gols pelo único clube que defendeu profissionalmente, foi também o primeiro dos nove que fez no arquirrival, que, até então, tinha retrospecto mais favorável no dérbi. Quando Bochini parou de jogar, cerca de 20 anos depois, sua equipe já possuía onze vitórias a mais que as do rival no histórico do confronto.
Como campeão da Libertadores de 1972, o Independiente pôde entrar na edição seguinte do torneio já na fase semifinal, disputada em dois grupos de três times. Bochini ainda não havia se firmado totalmente, vendo do banco de reservas sua equipe, a exemplo do que conseguira na década anterior, sagrar-se bicampeã seguida.[carece de fontes?] Ali, o clube ultrapassou o também argentino Estudiantes de La Plata e o Peñarol como o maior vencedor da competição.[carece de fontes?] Faltava à equipe vermelha apenas a Copa Intercontinental, perdida em todas as três ocasiões anteriores; e era uma conquista já obtida pelo Racing na única oportunidade que este tivera.[carece de fontes?] Bochini entrou subitamente para a galeria de grandes ídolos do Independiente já ali, pois fez o gol da partida única travada entre os argentinos e a Juventus, em jogo disputado justamente na Itália, ainda que não em Turim (a cidade do adversário) e sim em Roma.
Impulsionado pela plateia italiana, o time de Dino Zoff, Claudio Gentile, Franco Causio, Roberto Bettega e José João Altafini havia se imposto na maior parte do tempo, chegando inclusive a desperdiçar um pênalti. A dez minutos do fim, todavia, Bochini acertou as metas de Zoff após trocas de passes com o amigo Bertoni, decidindo em favor dos Rojos de Avellaneda o título que lhes faltava.

### Tornando-se protagonista
Bochini logo foi apelidado de "irmão de Pelé" pelos torcedores argentinos, sendo considerado o mais habilidoso jogador do país na época, o que não o impediu de ficar de fora da Copa do Mundo de 1974, embora tenha chegado a participar das eliminatórias. Neste ano, já era membro efetivo do elenco titular na Libertadores. Como campeão continental anterior, o Independiente entrou novamente nas semifinais, onde eliminou Huracán e Peñarol. A edição de 1974 foi decidida contra o São Paulo. Bochini fez um dos gols da final, que teve de ser decidida em três partidas. Pela terceira vez seguida, o troféu ficou com os diablos, igualando o recorde do Estudiantes na década de 1960.[carece de fontes?]
Já na Copa Intercontinental, havia uma grande oportunidade de bicampeonato: o representante europeu deveria ter sido o Bayern Munique, repleto de jogadores campeões da Copa do Mundo recém-finalizada, mas o clube alemão declinou e cedeu a vaga para o vice-campeão europeu, o Atlético de Madrid; o mesmo já havia ocorrido no ano anterior (a derrotada Juventus era a vice-campeã europeia, tendo participado da Intercontinental por conta da negação do então campeão, o Ajax). Entretanto, os espanhóis levaram a melhor, com um gol a cinco minutos do fim.
Em 1975, ano em que Bochini teve de alternar-se entre os jogos e o serviço militar, a situação na Libertadores foi similar com a dos anos anteriores: entrando diretamente nas semifinais, o Independiente passou ali por Rosario Central e pelo Cruzeiro para chegar à quarta decisão consecutiva, vencida sobre os chilenos da Unión Española.[carece de fontes?] Estabeleceu-se o recorde do tetracampeonato seguido, o que também isolou o clube ainda mais como maior vencedor da competição sul-americana. O Bayern, que naquele ano também havia sido o campeão europeu, outra vez não participou da Copa Intercontinental, que acabou não sendo sequer realizada pela falta de acordo em relação às datas com o vice-campeão da Europa.[carece de fontes?]
Em 1976, Bochini e colegas eram grandes candidatos para novo título na Libertadores. As semifinais da ocasião incluíram outra vez o Peñarol e também o River Plate. Os dois clubes argentinos terminaram igualados em pontos. No play-off para decidir quem iria à decisão, o adversário venceu por 1 a 0, decretando o fim da série de finais - e vitórias - do Independiente na Libertadores.[carece de fontes?] O elenco tetracampeão continental consecutivo naturalmente foi desmanchando-se; dos grandes nomes do elenco, já não estavam mais ali em 1977 os goleiros Miguel Ángel Santoro e Carlos Gay, os defensores Eduardo Commisso, Luis Garisto, Francisco Sá, Miguel Ángel López e Ricardo Pavoni, os meias Miguel Ángel Raimondo, Hugo Saggioratto e Alejandro Semenewicz e os atacantes Eduardo Maglioni, Agustín Balbuena e Percy Rojas, no que Pavoni classificou como "o fim de um ciclo".
Desta forma, naquele ano de 1977, Rubén Galván, Bochini e Bertoni eram os grandes remanescentes de uma equipe em transição. O plantel rejuvenescido do treinador José Omar Pastoriza, onde passaram a destacar-se os zagueiros Hugo Villaverde e Enzo Trossero, o lateral-direito Rubén Pagnanini, o meia Omar Larrosa e o atacante Norberto Outes, logo conseguiu um novo título, no campeonato nacional daquele ano. As conquistas caseiras vinham sendo algo relegadas pelo Independiente naquela década repleta de títulos internacionais, com o clube frequentemente não se classificando paras as fases finais dos campeonatos disputados em jogos eliminatórios ou ficando longe dos primeiros colocados nos torneios de pontos corridos. O mais perto que Bochini esteve perto do título argentino até então havia sido ainda na época em que lutava para entrar no time titular: fora um quarto lugar no Metropolitano de 1973.[carece de fontes?]
No campeonato metropolitano, ocorrido no primeiro semestre, o Independiente esteve perto de voltar a ser campeão nacional depois de seis anos, com o troféu sendo perdido por dois pontos a menos que o campeão River Plate.[carece de fontes?] Já no torneio nacional, o time se classificou por antecipação para a fase final, tendo vencido dez de suas primeiras doze partidas. Após eliminar o Estudiantes de La Plata na semifinal, teve de enfrentar o Talleres, equipe cordobesa que vivia grande momento - três de seus componentes estiveram entre os 22 convocados para a Copa do Mundo de 1978, dali a um ano.[carece de fontes?] Naquele campeonato, houve a inovação de maior valor aos gols marcados no campo adversário. O primeiro jogo da decisão encerrou-se empatado em 1 a 1 na Doble Visera, o campo do Independiente. Com isso, o título ficaria com ele se ao menos empatasse novamente, desde que por pelo menos 2 a 2.
O adversário contou com um ambiente local bastante favorável: o governador da província de Córdoba era um representante da extrema direita da ditadura argentina. Tratava-se de Luciano Menéndez, responsável por um massacre de prisioneiros em Salta. Ele havia manifestado seu desejo em ver uma equipe cordobesa como campeã. A província estava em festa e os diários locais inclusive anteciparam a manchete do dia seguinte com o Talleres como campeão. Do lado do Indenpendiente, também havia uma faceta política: se vencesse, poderia ajudar seu então presidente, Julio Grondona, na disputa deste pela presidência da Associação do Futebol Argentino. Após sofrer um gol na etapa inicial, o Talleres marcou duas vezes, entre os 13 e os 25 minutos do segundo tempo, ambos em jogadas irregulares: igualou o placar com um gol de pênalti inexistente e chegou à dianteira com o autor do gol fazendo uso da mão para marcar. Este lance foi seguido de desesperadas reclamações dos jogadores de Avellaneda ao árbitro, que expulsou três deles - Enzo Trossero, Rubén Galván e Omar Larrosa.
A torcida visitante já gritava "Ladrões! Ladrões! É assim que saem campeões!", quando, aos 41 minutos da segunda etapa, Bochini e Bertoni trocaram passes entre si até El Bocha desferir forte chute no alto da rede adversária, conseguindo um celebrado empate nos minutos finais. O tempo restante foi marcado por incessantes ataques cordobeses, que obrigaram o goleiro do Independiente a fazer pelo menos duas defesas difíceis. O empate em 2 a 2 se manteve, consagrando Bochini, que aniversariava na mesma data. "Foi um dos dias mais felizes da minha vida. Não é comum conseguir empatar uma partida com três homens a menos, faltando tão poucos minutos e em um campo tão difícil quanto o do Talleres", declarou ele, que já afirmou ter sido este o momento mais alegre da carreira, acreditando que superou aquela própria final intercontinental contra a Juventus anos antes; ele mesmo confessou que não acreditava que o time conseguiria reagir: "era mais provável que nos fizessem três ou quatro gols do que empatarmos". O técnico Pastoriza afirmou que aquele foi o gol que mais celebrou na vida.
Retornando à Libertadores, o Independiente voltou a fazer uma campanha doméstica mais fraca, terminando o campeonato metropolitano de 1978 em oitavo, mesmo com o torneio continental iniciando-se somente em junho.[carece de fontes?] Neste, foi eliminado ainda na primeira fase, em que só o primeiro colocado nos grupos de quatro pôde avançar às semifinais. Os diablos empataram em pontos com o River Plate, que, a exemplo de dois anos antes, saiu-se vencedor no play-off decisivo (por 4 a 1).[carece de fontes?] A revanche veio no campeonato nacional, decidido pelos dois times. Uma vitória por 1 a 0 e um empate em 1 a 1 levaram o troféu para Avellaneda,[carece de fontes?] com Bochini marcando os dois gols do título. A segunda partida desta decisão é tida pelo próprio como a melhor de sua carreira, tendo criado ainda sete chances de gol para os companheiros.

### Escassez de troféus
Diferentemente do ano anterior, em 1979, o Independiente dosou de forma igual suas campanhas doméstica e continental no primeiro semestre. Na Libertadores, passou sem dificuldades de seu grupo inicial, vindo a ser eliminado na semifinal apenas em um play-off decisivo com o Boca Juniors, então detentor dos dois títulos anteriores da competição; as duas equipes argentinas haviam empatado em pontos no grupo que formaram também com o Peñarol. Já no campeonato metropolitano, os vermelhos avançaram também às semifinais, onde voltaram a ser eliminados pelo River Plate.[carece de fontes?]
No segundo semestre de 1979, o time iniciou uma má fase. Não avançou às fases finais do campeonato nacional,[carece de fontes?] correu sério risco de rebaixamento no metropolitano de 1980 e, embora tenha chegado às semifinais do nacional de 1980, foi eliminado pelo pequeno Racing de Córdoba.[carece de fontes?] Neste ínterim, o técnico Pastoriza acabou demitido em razão de Bochini. O jogador, que já costumava atrasar-se alguns minutos para os treinamentos, havia deixado de treinar por quatro dias antes de um jogo decisivo contra o Ferro Carril Oeste pelo campeonato, no que foi tirado da partida pelo treinador. Grondona pessoalmente tentou impor a escalação do meia, no que foi negado. Como o Independiente perdeu o jogo, Pastoriza teve de sair. Além do treinador, outros nomes importantes foram deixando o time naqueles tempos: Daniel Bertoni, Rubén Galván, Omar Larrosa e Norberto Outes foram alguns que já haviam retirado-se da equipe em 1980.
O início da nova década seguiu-se com campanhas decepcionantes, ora por colocações medianas, ora por eliminações precoces. O clube só voltou a disputar um título no segundo campeonato de 1982. O Independiente o perdeu por dois pontos para o Estudiantes de La Plata, no que Bochini, que voltava de seis meses de lesão que tirou suas chances de ir à Copa do Mundo de 1982, considera o revés que mais lhe doeu no clube. A mesma equipe foi campeã sobre os de Avellaneda também no campeonato seguinte, o torneio nacional de 1983.[carece de fontes?] Àquela altura, o elenco já estava reformulado: Jorge Burruchaga e Claudio Marangoni chegaram naquele mesmo ano  para formar um celebrado quarteto no meio-de-campo juntamente com Bochini e Ricardo Giusti, chegado em 1980, como o zagueiro Néstor Clausen. Outras novidades no momento eram o jovem atacante José Percudani e o goleiro Carlos Goyén.

### Voltando aos títulos
Depois de dois vice-campeonatos argentinos seguidos, o Independiente viveu outra fase especial em sua história: no segundo campeonato de 1983, no torneio metropolitano, chegou à última partida na liderança, com um ponto de vantagem sobre os concorrentes San Lorenzo e Ferro Carril Oeste. A dois dias da véspera do natal, um clássico de Avellaneda na última rodada deu novo título ao Independiente. O Racing já se encontrava rebaixado e via no confronto uma oportunidade de minimizar tal vexame. A desforra do arquirrival foi evitada, com os vermelhos dominando o jogo e vencendo facilmente por 2 a 0. Naquele ano, Bochini recebeu pela primeira e única vez o Olimpia de Plata, prêmio da associação de jornalistas esportivos da Argentina entregue ao melhor jogador do país.[carece de fontes?]
Retornando à Libertadores, o Independiente foi eliminado nas quartas-de-final pelo futuro campeão Ferro Carril Oeste no campeonato nacional de 1984[carece de fontes?] enquanto ia chegando nas fases decisivas da competição continental. Nas semifinais, classificou-se antecipadamente, a ponto de a última partida do grupo, entre os concorrentes Nacional e Universidad Católica, sequer precisar ser realizada. Na final, o Independiente, depois de nove anos, obteve novo título do torneio, o sétimo. Conquistou-o sobre o campeão anterior, o Grêmio, vencendo em Porto Alegre e empatando em Avellaneda.[carece de fontes?]
Depois de décima quarta colocação no campeonato metropolitano 1984, os vermelhos obtiveram sua segunda Copa Intercontinental, vencendo o Liverpool no Japão, isolando até 2003 o Independiente como equipe argentina mais vitoriosa nesta disputa[carece de fontes?] e reforçando a mística do Rey de Copas, como o time ficou conhecido. Bochini considera este o melhor elenco que integrou no clube, mais até do que o da década de 1970.
Em 1985, outra vez Bochini e colegas acabaram não chegando aos últimos jogos decisivos do campeonato nacional, enquanto conseguiam isso na Libertadores. Voltando a entrar diretamente nas semifinais por serem os detentores do título, tiveram como concorrentes os bolivianos do Blooming e os compatriotas do Argentinos Juniors. Foi o duelo doméstico que acabou por decidir quem foi à final. Dentro da Doble Visera, o adversário abriu 2 a 0.[carece de fontes?] O Independiente diminuiu e quase igualou o confronto aos 44 minutos do segundo tempo, em um pênalti que acabou desperdiçado.
Após a eliminação sul-americana, os de Avellaneda ficaram na nona colocação do campeonato argentino de 1985/86 (que reinstituiu um único torneio, nos moldes das temporadas europeias, para a competição).[carece de fontes?] Na edição seguinte, foi um forte concorrente ao título, disputado até a última rodada com os rosarinos Newell's Old Boys e Rosario Central, que levou a melhor por dois pontos. Para definir o outro representante argentino na Libertadores seguinte, disputou-se um pequeno torneio entre os times que haviam ficado nas primeiras posições seguintes ao do campeão. Na chamada liguilla pre-Libertadores, o Independiente garantiu-se na competição sul-americana ao derrotar o Boca Juniors na decisão.[carece de fontes?]
Assim como em ocasiões anteriores, o Rey de Copas fez campanha apenas regular no campeonato argentino (ficou em décimo primeiro no de 1987/88)[carece de fontes?] enquanto priorizava a Libertadores. Nela, avançou às semifinais, onde jogou contra o River Plate e o Peñarol. Com um empate, uma vitória (ambos contra o River) e uma derrota para o Peñarol, os vermelhos chegaram à última rodada necessitando vencer os uruguaios para terem chances. Bochini e os demais diablos estavam havia 34 jogos invictos em seu campo em partidas válidas pela Libertadores, e o clube jamais havia perdido para estrangeiros na Argentina pela competição. Tal invencibilidade acabou ali: os aurinegros, que depois conquistaram o título, impuseram grande marcação no meia e, aproveitando contra-ataques, impuseram um 4 a 3 frente a cinquenta mil pessoas. Foi a última vez que El Bocha e o próprio clube chegaram perto de nova conquista na competição.

### Final
O Independiente novamente renovou em larga escala o seu elenco. O meio-de-campo que Bochini compartilhava com Marangoni e Burruchaga já era outro, ainda com Giusti, mas também com Miguel Ángel Ludueña e Rubén Insúa. Luis Islas já havia substituído Goyén no gol e, na frente, Percudani dera lugar a Carlos Alfaro Moreno, considerado o último grande parceiro de Bochini. Diferentemente das reformulações anteriores, nesta ele mesmo esteve perto de sair. Marangoni havia ido juntamente com Alejandro Barberón para o Boca Juniors a pedido de José Omar Pastoriza, que havia ido treinar a equipe auriazul. El Bocha inclusive declarou que seria um prazer jogar no Boca; se por um lado sentia-se cômodo e vitorioso no Independiente, queria demonstrar ser capaz de manter seu nível fora dali, um questionamento que frequentemente lhe faziam. A especulação de sua saída, porém, não se confirmou.
Com esse novo plantel e mantendo sua principal figura, o clube sagrou-se campeão argentino de 1988/89, onde chegou a estar sete pontos atrás do próprio Boca Juniors, o vice-campeão sobre quem ficou oito pontos à frente ao final do certame;[carece de fontes?] esta conquista fez Bochini isolar-se como o jogador mais vitorioso do Independiente, ultrapassando os doze títulos do antigo colega Ricardo Pavoni. Em 1989, os dois times decidiram também a Supercopa Libertadores, competição nova que reunia apenas as equipes campeãs da Taça Libertadores. Ainda que na Doble Visera, porém, os auriazuis acabaram vencendo, nos pênaltis, após dois empates sem gols. Bochini, ali, já alternava-se entre o time titular e o reserva.
A Supercopa de 1989 foi o último troféu que ele esteve próximo de conquistar. No ano seguinte, o Independiente teve três reveses contra o River Plate: foi vice-campeão com sete pontos de diferença no campeonato argentino e foi eliminado nas quartas-de-final da Libertadores, além de ser eliminado no primeiro confronto da Supercopa de 1990. Bochini aposentou-se como jogador em 1991, já em uma época de declínio para o outrora Rey de Copas, que ficou em décimo no campeonato argentino de 1990/91.[carece de fontes?]
Sua última partida ocorreu em 5 de maio, em empate em 1 a 1 contra o Estudiantes de La Plata. Recebeu toda a renda da partida, para compensar os dois anos de salários atrasados que o clube lhe devia. Ao todo, foram 714 jogos oficiais pelo único clube que defendeu (Ricardo Pavoni, o segundo, tem 495), estimando-se que em contagem que inclua numerosos amistosos, ele deve ter superado mil partidas pela equipe, da qual é o jogador com maior número de exibições.
Logo após parar de jogar, continuou na delegação do Independiente, desta vez como treinador. Não teve tanto sucesso; tímido e de poucas palavras, não se sentia confortável na nova função. Pastoriza, por outro lado, acreditava que Bochini não teve o tempo que merecia para seguir no comando. El Bocha, por sua vez, esclareceu que se adequaria melhor como técnico auxiliar, observando e participando do planejamento tático da equipe, deixando para o treinador principal as conversas com os jogadores.

### Legado

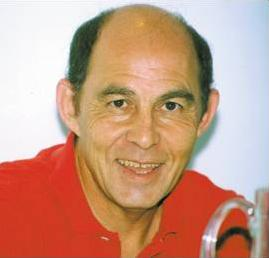
Bochini em 2008.

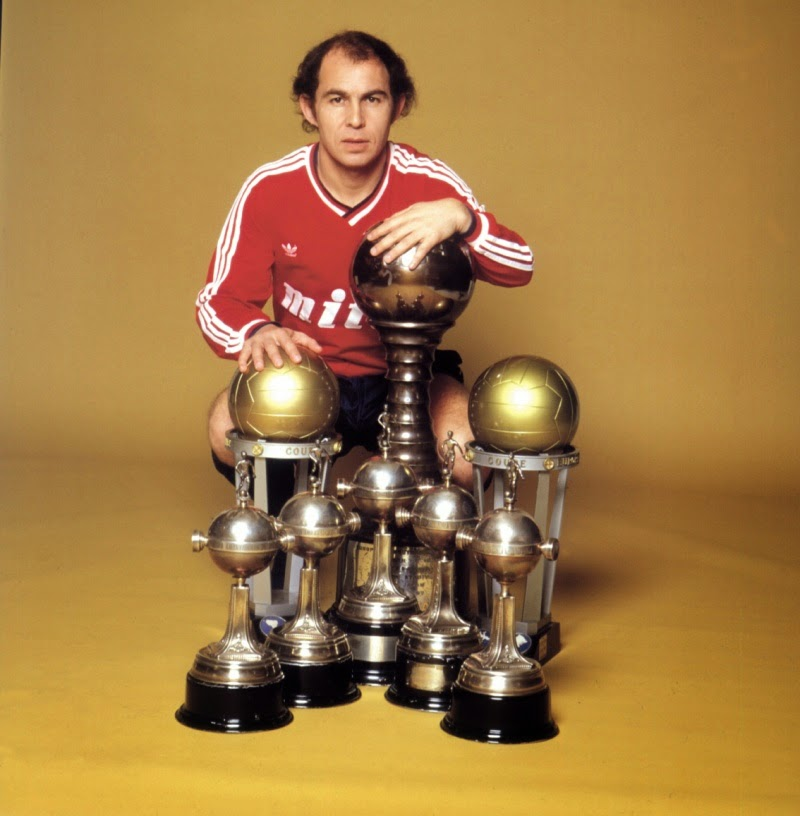
Ricardo Bochini e suas taças

Bochini é tido como a maior personalidade do Independiente. O clube, que já demonstrava decadência, não foi mais o mesmo depois da aposentadoria dele. Nos vinte anos que se seguiram, o Rojo conquistou dois títulos argentinos em quarenta disputados (o campeonato voltou a ser dividido em dois torneios anuais distintos, agora denominados Apertura e Clausura, a partir da temporada 1991-92). Apesar de ter vencido ainda as Supercopas de 1994 e 1995, a Recopa Sul-Americana de 1995 e a Copa Sul-Americana de 2010, foi ultrapassado pelo Boca Juniors como o mais vitorioso time em copas internacionais. Os próprios boquenses, que têm um título a menos na Taça Libertadores da América (eram dois quando Bochini jogava e atualmente já são seis) mas estão na frente em Intercontinentais (três), também passaram a ser reconhecidos como Rey de Copas. "Hoje, o Boca é o Independiente de nossa época", Bochini chegou a resumir. O pior viria em 2013, com o Independiente passando pela primeira vez pelo drama do rebaixamento. Até então, apenas ele e justamente o Boca dividiam na Argentina o orgulho de jamais ter caído para a segunda divisão.
Procurando exatamente reafirmar o recorde sul-americano que ainda detém, o clube havia nomeado seu novo campo, construído no lugar da antiga Doble Visera, como Estádio Libertadores de América. Havia também a proposta de batizar o novo terreno como Estádio Ricardo Bochini. Sobre isso, o ex-jogador declarou ter ficado irritado pela forma como se deu a votação pelo nome, que segundo ele poderia ter sido feita apenas entre sócios e torcedores, "mas foi pela Internet. Um dia ganhava eu, outro (dia) perdia. Quem controlou isso?". Ele também acredita que a presidência que ordenou as obras temia perder o "protagonismo" no reconhecimento das mesmas. Bochini ainda envolve-se em questões relativas ao Independiente, sendo um dos grandes críticos das gestões que o clube vem tendo: "Antes, (...) estava acostumado com o bom; agora, ao medíocre".
Também sente desgosto pela banalização de idolatrias. "Para ser ídolo, tens que ganhar coisas, jogar bem, dar algo às pessoas; não pode ser que porque andas bem em três partidas já digam que és ídolo. (...) Hoje, se usa a palavra 'ídolo' para qualquer coisa, mas ídolo és quando as pessoas vão por você ao campo". O último ídolo do Independiente admitido por Bochini foi Sergio Agüero. "E, antes de Agüero, já tem que se procurar bem mais atrás". Quanto ao jogador do clube que mais teria se aproximado de Bochini, ele mesmo acredita ter sido Gustavo López, ainda que este jogasse um pouco mais ofensivamente.
O próprio Gustavo estreou em novembro de 1991, na passagem de El Bocha como técnico, e refuta a frequente comparação: "Dizem que sou o Bochini da década de 1990. Me orgulha, mas creio que o Bocha foi, é e será único" e  "houve só um Bochini e não haverá mais, como houve um só Maradona e como só há um Messi. (...) Desse tipo de jogadores, não (pode haver muitos), são únicos, então jamais me encarei desta maneira. Eu buscava minha (própria) identidade" foram algumas negativas dele. "Foi meu ídolo, depois me aconselhou, mais tarde me fez estrear, me convidou para a sua partida-homenagem e, acima, me fez seu último passe para que eu marcasse nessa partida-homenagem", também declarou. Revelou ainda alguns conselhos que recebeu quando treinado pelo ex-meia: "Olhe para os lados, tenha o panorama do campo, pense onde podes mandar a bola antes que ela lhe chegue".
Ricardo Bochini batiza atualmente duas ruas na Argentina: uma, em sua cidade-natal, Zárate; a outra, em Avellaneda, passa pelo campo de seu antigo clube, sendo um trecho da rua Cordero rebatizado em 2007 em honra ao antigo craque. O endereço oficial do Estádio Libertadores de América é "Rua Bochini, número 751".

## Seleção
Na seleção, não conseguia demonstrar o mesmo protagonismo que exibia no Independiente, o que não impedia que suas não-convocações fossem sempre recebidas com críticas dos torcedores do clube. Sua primeira oportunidade deu-se em 1973, em meio às eliminatórias para a Copa do Mundo do ano seguinte. Para enfrentar a Bolívia em La Paz, foram chamados jogadores jovens, preparados por um mês para adaptarem-se à altitude. O grupo de debutantes, conhecido como "equipe fantasma"  por conta da indiferença que gerou entre os argentinos, obteve a vitória em jogo importante da campanha. Bochini foi utilizado em apenas alguns momentos  e acabou ficando de fora do mundial.[carece de fontes?]
Também se ausentou da de 1978, mesmo tendo atuado durante quase todo o ciclo da preparação do técnico César Luis Menotti entre os dois mundiais, principalmente de 1976 a meados de 1977. Na Copa em que a Argentina foi anfitriã, acabou preterido em favor de Norberto Alonso, ídolo do River Plate em grande momento e que possuía prestígio não somente com público e mídia, mas também junto aos militares e dirigentes da Associação do Futebol Argentino. Como afirmou o próprio Maradona - que se declarou um grande fã de Bochini em diversas oportunidades  -, ele, além de concorrer com seu ídolo e com Alonso, disputava lugar também com José Daniel Valencia e Ricardo Villa; os dois últimos foram os outros escolhidos. Valencia contava com a preferência de Menotti por ter sido descoberto pelo técnico, segundo Maradona.
Bochini e Maradona não foram os únicos preteridos em 1978; Menotti renegou também outras grandes figuras dos times mais prestigiados (como J.J. López, do River Plate; não chamou nenhum jogador do Boca Juniors,[carece de fontes?] que naquele mesmo ano completou um bicampeonato seguido na Libertadores), preferindo promissores jogadores de clubes pequenos e do interior. Já para a Copa do Mundo de 1982, as chances de Bochini findaram-se em razão de uma lesão que o afastou dos campos por seis meses.
Menotti não repetiu manter o título em 1982 e foi sucedido por Carlos Bilardo. Inicialmente, este deixou Bochini de fora da Copa América de 1983, apesar do capitão do Independiente estar vivendo grande momento na época, quando foi inclusive eleito oficialmente pela imprensa o melhor jogador do país. No ano seguinte, o novo técnico aceitou chamá-lo para uma série de amistosos da Argentina pela Europa, com Bochini chegando a quase fazer um gol do meio-de-campo contra a Alemanha Ocidental. Ausente nos três mundiais anteriores, ele foi convocado para a Copa do Mundo de 1986, supostamente por pressão de Julio Grondona, pois Bilardo teria uma preferência pelo mais jovem Alejandro Sabella para ser o reserva de Maradona. Grondona já era presidente da Associação do Futebol Argentino e famoso por manifestar abertamente suas opiniões nas escalações dos mundiais.
Bochini, concorrendo com Maradona e também com Marcelo Trobbiani, Carlos Tapia e Claudio Borghi por um lugar no campo, jogou somente os minutos finais da semifinal, contra a Bélgica, que já estava praticamente eliminada com dois gols de Maradona. A impressão foi que sua entrada teria sido uma mera homenagem, mas Bilardo já declarou que não foi essa a sua intenção: "Não. Foi igual a Trobbiani" (que entraria nos últimos minutos da final apenas para ganhar tempo ). Sempre fiz o que acreditava ser melhor para a equipe".
Jorge Burruchaga e Ricardo Giusti, companheiros de Bochini no quarteto do meio-de-campo do Independiente (Claudio Marangoni foi o único não convocado dele), eram titulares, mas El Bocha, não. Ele, que na seleção nunca jogou ao lado de outro grande parceiro, Daniel Bertoni, entrou no jogo contra os belgas substituindo justamente Burruchaga. Uma lenda urbana assegura que o fã Maradona aproximou-se e disse assim que Bochini entrou: "venha, maestro, o estávamos esperando". Bochini, que até aquela partida não era selecionado sequer para o banco de reservas (seu anúncio por Bilardo o pegou inclusive de surpresa), acalentou esperanças de ser usado novamente na decisão, o que não aconteceu - ele voltou a não ser relacionado e teve que ver a final com o restante dos não-suplentes nos camarotes.
Na época, acostumado a ser o grande líder das conquistas de seu clube, chegou a dizer que não se sentia campeão mundial, opinião que se moderou com o tempo, embora ele acredite que a Argentina "poderia ter feito algo ainda mais bonito" (nas palavras do próprio) se ele pudesse desfrutar de mais minutos compartilhando o meio-de-campo com Maradona, com quem conseguiu trocar alguns passes no pouco tempo que teve. Embora tenha participado das campanhas prévias tanto do título mundial de 1978 quanto do de 1986, declarou que crê que deveria ter estado mais na primeira conquista do que no segunda. Amargurado com o pouco espaço, retirou-se da seleção ali mesmo, depois de 28 partidas por seu país. O jogo contra a Bélgica foi seu último pela Argentina, encerrando uma trajetória de aproximadamente treze anos no selecionado (uma das dez maiores nele), entre idas e vindas. Não chegou a marcar gols por ele.

### Jogos
A tabela abaixo resume as aparições de Ricardo Bochini pela Seleção Argentina de Futebol.
| #     | Data                    | Competição                                 | Local            | Adversário         | Placar | Gol(s) |
| ----- | ----------------------- | ------------------------------------------ | ---------------- | ------------------ | ------ | ------ |
| 1     | 23 de setembro de 1973  | Eliminatórias para a Copa do Mundo de 1974 | La Paz           | Bolívia            | 1-0    | 0      |
| 2     | 6 de novembro de 1974   | Copa Carlos Dittborn                       | Santiago         | Chile              | 2-0    | 0      |
| 3     | 20 de novembro de 1974  | Copa Carlos Dittborn                       | Buenos Aires     | Chile              | 1-1    | 0      |
| 4     | 18 de julho de 1975     | Copa Newton                                | Montevidéu       | Uruguai            | 3-2    | 0      |
| 5     | 25 de fevereiro de 1976 | Copas do Atlântico e Félix Bogado          | Assunção         | Paraguai           | 3-2    | 0      |
| 6     | 27 de fevereiro de 1976 | Copas do Atlântico e Roca                  | Buenos Aires     | Brasil             | 1-2    | 0      |
| 7     | 20 de março de 1976     | Amistoso                                   | Kiev             | União Soviética    | 1-0    | 0      |
| 8     | 24 de março de 1976     | Amistoso                                   | Chorzów          | Polônia            | 2-1    | 0      |
| 9     | 27 de março de 1976     | Amistoso                                   | Budapeste        | Hungria            | 0-2    | 0      |
| 10    | 8 de abril de 1976      | Copas do Atlântico e Lipton                | Buenos Aires     | Uruguai            | 4-1    | 0      |
| 11    | 28 de abril de 1976     | Copas do Atlântico e Félix Bogado          | Buenos Aires     | Paraguai           | 2-2    | 0      |
| 12    | 19 de maio de 1976      | Copas do Atlântico e Roca                  | Rio de Janeiro   | Brasil             | 0-2    | 0      |
| 13    | 9 de junho de 1976      | Copas do Atlântico e Newton                | Montevidéu       | Uruguai            | 3-0    | 0      |
| 14    | 28 de novembro de 1976  | Amistoso                                   | Buenos Aires     | União Soviética    | 0-0    | 0      |
| 15    | 29 de maio de 1977      | Amistoso                                   | Buenos Aires     | Polônia            | 3-1    | 0      |
| 16    | 5 de junho de 1977      | Amistoso                                   | Buenos Aires     | Alemanha Ocidental | 1-3    | 0      |
| 17    | 12 de junho de 1977     | Amistoso                                   | Buenos Aires     | Inglaterra         | 1-1    | 0      |
| 18    | 3 de julho de 1977      | Amistoso                                   | Buenos Aires     | Iugoslávia         | 1-0    | 0      |
| 19    | 23 de agosto de 1979    | Copa América de 1979                       | Buenos Aires     | Brasil             | 2-2    | 0      |
| 20    | 24 de agosto de 1984    | Amistoso                                   | Bogotá           | Colômbia           | 0-1    | 0      |
| 21    | 1 de setembro de 1984   | Amistoso                                   | Berna            | Suíça              | 2-0    | 0      |
| 22    | 5 de setembro de 1984   | Amistoso                                   | Bruxelas         | Bélgica            | 2-0    | 0      |
| 23    | 12 de setembro de 1984  | Amistoso                                   | Düsseldorf       | Alemanha Ocidental | 3-1    | 0      |
| 24    | 18 de setembro de 1984  | Amistoso                                   | Monterrey        | México             | 1-1    | 0      |
| 25    | 25 de outubro de 1984   | Amistoso                                   | Buenos Aires     | México             | 1-1    | 0      |
| 26    | 18 de setembro de 1985  | Amistoso                                   | Los Angeles      | México             | 1-1    | 0      |
| 27    | 25 de outubro de 1985   | Amistoso                                   | Puebla           | México             | 1-1    | 0      |
| 28    | 25 de junho de 1986     | Copa do Mundo de 1986                      | Cidade do México | Bélgica            | 2-0    | 0      |
| Total | Total                   | Total                                      | Total            | Total              | Total  | 0      |

## Vida pessoal
De infância humilde, teve de ajudar no sustento familiar desde cedo, chegando a trabalhar na limpeza de uma loja de lãs, na construção civil e em um curtume, neste quando já estava nas categorias de base do Independiente. Ele teve oito irmãos, um deles falecido ainda jovem, em um acidente automobilístico. Dois deles se envolveram também com futebol, sendo que um, Horacio, jogou nas categorias inferiores do Racing, arquirrival do Independiente. Em sua família, não havia torcedores do Independiente. Os Bochini dividiam-se entre Boca Juniors, River Plate e San Lorenzo, que era o time de Ricardo. Apenas seus filhos, Ricardo Simón e Manuel Enrique, frutos de seu casamento com Graciela Suñé, se tornaram desde a infância torcedores dos Diablos Rojos. Os dois tentam seguir a carreira do pai, frequentando a escolinha de futebol de Claudio Marangoni, ex-colega dele.
Seu apelido Bocha é uma referência tanto a seu sobrenome como também com sua calvície precoce; quando ela começou a se manifestar, ele chegou a realizar tratamentos com cremes capilares especiais, mas logo descuidou-se. Quanto ao sobrenome, que no original italiano deveria ser lido como "Bo-quí-ni" (/bokini/, no alfabeto fonético internacional), ele prefere a pronúncia castelhana, que é "Bo-tchí-ni" (/botɕini/).
Atualmente, Bochini trabalha para a Associação do Futebol Argentino, como observador de jovens jogadores, viajando duas vezes por semana ao interior do país para descobrir promessas e oferecer-lhes testes. Já admitiu que a quantidade de garotos promissores teria diminuído em relação à sua época: "Hoje, os pibes têm mil coisas a mais para fazer. Para nós, por outro lado, era futebol e futebol, não havia tênis nem computadores nem Playstation, era todo o dia atrás de uma bola". Acerca de sua situação financeira, explicou que "Não me sobrou dinheiro do futebol. Não me sobrou porque antes não se ganhava tanto (...). A realidade é que hoje não posso me sentar sem fazer nada, tenho que trabalhar para viver, como a maioria das pessoas". Desde que parou de jogar, já trabalhou em escolinhas de futebol e em categorias inferiores do Independiente, além de sua breve passagem como técnico da equipe.

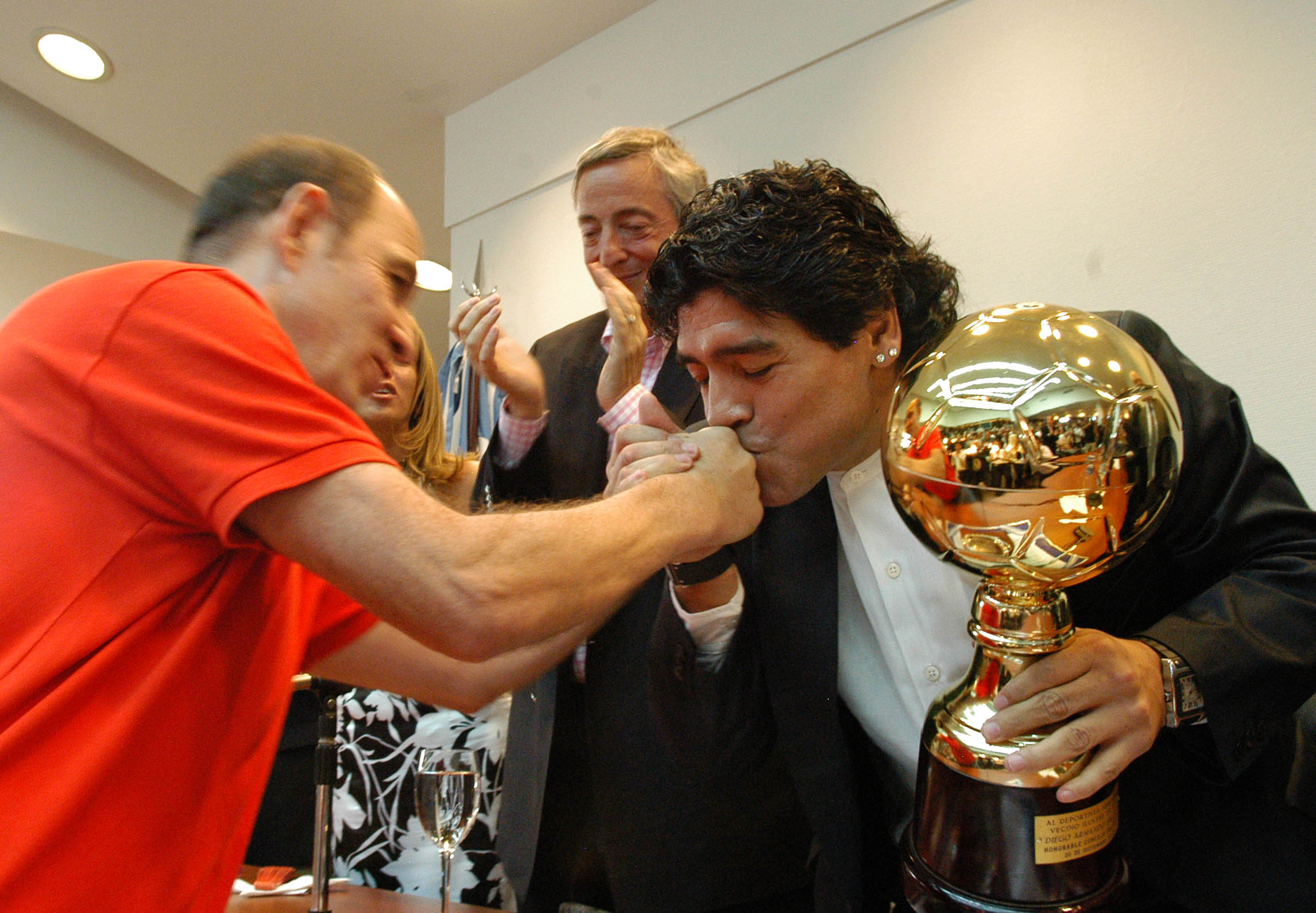
Maradona saudando Bochini, de quem é grande fã. Por causa do Bocha, ele, notório torcedor do Boca Juniors, chegou a dizer em 1979 que torcia pelo Independiente. A seu pedido, Bochini atuou ao lado dele naquele mesmo ano em amistoso do Argentinos Juniors, onde Maradona jogava. Ao lado deles, Néstor Kirchner.

Se nos gramados liderava seu time, fora deles Bochini costuma se portar de forma tímida e humilde. Contou que a situação que mais lhe embaraçou foi no casamento da filha de um dirigente do Independiente: "Eu cheguei um pouco tarde e passei bem por detrás, sem chamar a atenção, mas o padre me viu. Estava em pleno monólogo, falando aos noivos, e de repente disse: 'um momento, por favor, que acaba de entrar o melhor jogador que vi em minha vida. Um aplauso, por favor, para Ricardo Bochini'. As pessoas não entenderam nada e começaram a se voltar. Eu não sabia aonde me meter, não podia acreditar. Depois, (o padre) terminou de casá-los".
Certa vez, em jogo festivo realizado em San Miguel de Tucumán, respondeu ao ser indagado sobre qual triunfo mais lhe orgulhava dentre as competições que venceu, apontando para os numerosos repórteres a lhe fotografarem: "Este, o reconhecimento das pessoas, o carinho que me seguem dando. Isto é a verdadeira glória, saber que ganhaste e te reconhecem, que és alguém na vida, que podes caminhar com a cabeça erguida. Podes perder medalhas e troféus, mas o que não se perde nunca é teu nome no carinho das pessoas".
Em maio de 2011, ele tornou-se o primeiro a receber a distinção da campanha "Patriotas", uma iniciativa que busca incentivar jovens iniciantes no esporte a perseguir seus sonhos por meio de homenagens a esportistas argentinos de destaque internacional que trouxeram alegria ao país inteiro ao ganhar diferentes competições.

## Títulos
Independiente
- Campeonato Argentino: Nacional 1977, Nacional 1978, Campeonato 1983, Campeonato 1988-89.
- Copa Libertadores: 1973, 1974, 1975, 1984.
- Copa Intercontinental: 1973, 1984.
- Copa Interamericana: 1973, 1974, 1976

Seleção Argentina
- Copa Mundial de Fútbol: 1986.

### Individual
- Melhor futebolista argentino: 1983[carece de fontes?]
- IFFHS ALL TIME ARGENTINA MEN'S DREAM TEAM[65]